# Ken Hodgkisson
Ken Hodgkisson, all'anagrafe William Kenneth Hodgkisson (12 marzo 1933 – 10 maggio 2018) è stato un calciatore inglese, di ruolo attaccante.

## Carriera

### Giocatore
Hodgkisson inizia a giocare nelle giovanili del West Bromwich, club della sua città natale, che nel 1950, all'età di 17 anni, lo aggrega alla prima squadra; l'effettivo esordio tra i professionisti avviene tuttavia solamente due anni più tardi, nella stagione 1952-1953, nella quale realizza 3 reti in 5 presenze nella prima divisione inglese. L'anno seguente, nel quale vince anche la FA Cup, gioca poi ulteriori 5 partite, nelle quali segna una rete. Rimane quindi in squadra anche nelle stagioni 1954-1955 e 1955-1956, nelle quali disputa rispettivamente 3 e 8 partite di campionato, senza però segnare ulteriori reti in questa competizione, vincendo inoltre il FA Charity Shield 1954. Nel dicembre del 1955 viene ceduto per 1600 sterline al Walsall, club di terza divisione, a cui lega il resto della sua carriera professionistica: rimane infatti fino al 1966 con i Saddlers, giocando spesso da titolare (in dieci stagioni e mezzo di permanenza totalizza infatti complessivamente 336 presenze e 57 reti in incontri di campionato) e seguendo il club nei suoi vari e frequenti cambi di categoria: gioca infatti fino al 1958 in terza divisione, trascorrendo poi i due anni seguenti nel neonato campionato di quarta divisione, che vince nella stagione 19591-1960, conquistando poi una promozione (la seconda consecutiva) dalla terza alla seconda divisione nella stagione 1960-1961, e tornando due anni più tardi a giocare ancora in terza divisione, dove rimane fino al 1966. Dal 1966 al 1968, anno del suo definitivo ritiro, gioca invece a livello semiprofessionistico prima con il Worcester City e poi con il Dudley Town.
In carriera ha totalizzato complessivamente 357 presenze e 61 reti nei campionati della Football League.

### Allenatore
Dopo il ritiro rimane come allenatore al Dudley Town, ricoprendo questo ruolo fino al 1971; dal 1975 al 1981 torna invece al West Bromwich come collaboratore tecnico della prima squadra. Rimane nel club anche dal 1981 al 1985 come allenatore delle giovanili, per poi lavorare come osservatore per il Derby County.

## Palmarès

### Giocatore

#### Competizioni nazionali
- Coppa d'Inghilterra: 1

West Bromwich: 1953-1954
- Charity Shield: 1

West Bromwich: 1954
- Campionato inglese di quarta divisione: 1

Walsall: 1959-1960